# Nord et Sud (mini-série)
Pour les articles homonymes, voir North and South.
Ne doit pas être confondu avec North and South (mini-série).
Nord et Sud (North and South) est une mini-série historique américaine créée par David L. Wolper, d'après l'œuvre éponyme de John Jakes.
Elle traite des périodes précédant, pendant et suivant la guerre de Sécession. Elle met en scène les thèmes sociaux, politiques, économiques et culturels qui divisaient l'Amérique durant cette période importante de son histoire.
Elle est réalisée par Richard T. Heffron (1re partie), Kevin Connor (2e partie) et Larry Peerce (3e partie). Sur un scénario de Douglas Heyes, Paul F. Edwards, Patricia Green et Kathleen Shelley. Elle se décline en 3 saisons, avec un total de 15 épisodes, durant chacun 90 minutes. 
Cette adaptation à la distribution prestigieuse mobilise plusieurs milliers de figurants et nécessite près de 15 000 décors et accessoires ainsi que 9 000 costumes.

## Synopsis
Cette mini-série est une fresque sur l'histoire des États-Unis d'Amérique au XIXe siècle, qui met en scène la vie de deux hommes et de leur famille. Orry Main, d'une riche famille de propriétaires qui cultive du coton grâce à l'esclavagisme sudiste, en Caroline du Sud, et George Hazard d'une riche famille d'industriels métallurgistes nordistes de Philadelphie, en l'État de Pennsylvanie. Ils fraternisent à la prestigieuse Académie militaire de West Point puis traversent la vie, la guerre de Sécession (1861 à 1865) et la question fratricide nationale de l'esclavagisme qui les oppose, eux et leur famille, malgré leur amitié profonde.
La série couvre une période historique de 24 ans allant de l'été 1842 à l'été 1866.

### Première saison:Nord et Sud(North and South)
Cette première saison couvre la période allant de l'été 1842 à avril 1861.

#### Premières rencontres(été 1842 - été 1844)
Le jeune sudiste Orry Main, fils aîné d'un riche propriétaire de plantation de Caroline du Sud, décide de se rendre à West Point. Sur le chemin de la gare, il sauve et tombe amoureux d’une belle créole française de la Nouvelle-Orléans, Madeleine Fabray. À New York, Orry rencontre le nordiste George Hazard, le deuxième fils d'un riche propriétaire d'une aciérie de Pennsylvanie, qui est également en route pour West Point. Ils deviennent rapidement des amis proches. À l'Académie, ils rencontrent leurs camarades de classe George Pickett, George McClellan, Thomas «Stonewall» Jackson et un étudiant senior nommé Ulysses Grant. Ils rencontrent également l'égomaniaque amoral Elkanah Bent, un camarade cadet de Géorgie. Bent est un bel homme à la voix douce qui cache sa nature diabolique et tordue sous son charme et sa beauté. Il prend une aversion instantanée pour Orry et George et utilise son statut de chef d’exercice pour les harceler constamment. Orry écrit constamment des lettres à Madeleine, même s'il semble qu'elle ne lui ait pas répondu. Après deux ans d'entraînement, les hommes rentrent chez eux pour un congé d'été. La sœur de George, Virgilia, est une abolitionniste passionnée et prend immédiatement une aversion pour Orry lorsqu'elle découvre que sa famille garde des esclaves. À la maison, Orry est dévasté d'apprendre que Madeleine épouse son cruel voisin, le propriétaire de la plantation Justin LaMotte. Orry a une dispute avec son père sur l'embauche du brutal et sadique Salem Jones en tant que surveillant de la plantation. Orry empêche Jones d'utiliser un fouet pour "punir" l'un des esclaves, déclenchant une relation tendue entre les deux. Après qu'Orry ait été témoin du mariage de Madeleine, ils se parlent en privé par la suite et découvrent que le père de Madeleine a caché les lettres d'Orry pour s'assurer qu'elle épouserait Justin. Cette nuit-là, Justin frappe et viole Madeleine, la laissant brisée.

#### Premières blessures(automne 1844 - printemps 1848)
Bent continue sa cruauté envers George, Orry et leurs amis. Les hommes, avec l'aide d'autres cadets, s'arrangent pour que Bent soit pris avec une prostituée et il est forcé de quitter l'Académie. Quand Bent apprend qu'Orry et George étaient impliqués, il jure de se venger. George et Orry obtiennent leur diplôme de West Point deux ans plus tard. Ils partent combattre dans la guerre du Mexique. Lors de la bataille de Churubusco, Bent, qui a fait chanter son père (Bent est un fils illégitime d'un sénateur américain) afin d'obtenir un grade supérieur, ordonne à George et Orry de mener une attaque suicidaire contre les forces mexicaines. Les deux hommes survivent, mais Orry reçoit une balle dans la jambe gauche et est définitivement paralysé. Pendant ce temps, George rencontre Constance Flynn, la fille catholique irlandaise d'un chirurgien de l'armée, dont il tombe amoureux. Ils envisagent de se marier. Orry noie sa peine dans l'alcoolisme. La guerre du Mexique terminée, George quitte l'armée, trouve Bent et le bat, menaçant de le tuer s'il essaie à nouveau de lui faire du mal ou de blesser Orry. Traumatisé par ses blessures, Orry devient temporairement un reclus. Lorsque Madeleine aide Priam, l'un des esclaves d'Orry, à s'échapper, l'un des autres esclaves est fouetté pour avoir aidé Priam.

#### Orry et Madeleine(printemps 1848 - été 1854)
George épouse Constance et Orry est son témoin. Orry et Madeleine deviennent des amants secrets. Un terrible incendie éclate à Hazard Iron et tue de nombreux travailleurs à cause du frère aîné de George, Stanley, qui a pris une décision cupide. Toute autorité sur Hazard Iron est confiée à George, ce qui déplaît grandement à Stanley et à sa femme, Isabel. Le père d'Orry meurt cinq ans plus tard, laissant Orry hériter de la plantation familiale. Son premier acte est de renvoyer le brutal Salem Jones en tant que surveillant. Jones jure de se venger. Le cousin d'Orry, Charles, qui n'a pas de bonnes relations avec la famille Main, est confronté à un duel au pistolet dans un différend sur une femme fiancée. Orry, en tant que témoin de Charles, aide à contrecœur Charles à survivre au duel et ils deviennent proches. Les Main visitent les Hazard en Pennsylvanie. Billy et Charles prévoient d'aller à West Point ensemble, tout comme Orry et George. La sœur d'Orry, Ashton, courtise volontairement le jeune frère de George, Billy, dont Brett est devenu fou. Orry et George commencent une filature de coton en partenariat dans la plantation d'Orry en Caroline du Sud; ils le font à la condition de George qu'Orry n'utilise pas de travail d'esclave dans l'usine. Virgilia est furieuse que sa famille ait permis aux propriétaires d'esclaves d'entrer dans leur maison et essaie de les humilier, mettant en colère le reste de sa famille.

#### La vengeance de Bent(été 1854 - automne 1856)
Les Hazards visitent les Mains en Caroline du Sud. Billy découvre à quel point Ashton peut être égoïste et séductrice et tombe amoureux de la sœur d'Ashton, Brett, plus jeune et plus gentille, à la grande jalousie d'Ashton. La sœur de George, Virgilia, entre dans une relation passionnée avec Grady, le fier et agressif cocher de James Huntoon, un politicien ambitieux mais facilement manipulable de Caroline du Sud, qui est également un fervent prétendant d'Ashton, et aide Grady à échapper à l'esclavage. Ashton, cependant, prend conscience de l'implication de Virgilia et informe James, en plus de l'annoncer en présence de la famille Hazard. Sur son lit de mort, le père de Madeleine lui dit que son arrière-grand-mère maternelle était noire. Billy et Charles sont diplômés de West Point et les deux familles assistent à la remise des diplômes. Ashton couche avec de nombreux amis de Billy, toujours amer de son rejet et de son attirance pour Brett, que Charles est furieux de découvrir, mais garde le secret pour le bien de la famille. Ashton tombe enceinte et supplie Madeleine de l'aider, qui l'emmène chez une sage-femme locale pour pratiquer un avortement secret. Quand Madeleine ment à Justin sur l'endroit où elle était quand elle était partie pour aider Ashton, il bat Madeleine, l'enferme dans une chambre d'amis pour la laisser mourir de faim et tue Maum Sally pour avoir tenté d'aider Madeleine à s'échapper.

#### Le retour(printemps 1857 - novembre 1860)
Madeleine est droguée par Justin pour devenir robotique et soumise et disparaît de la société, oubliant même son amour pour Orry. Ashton épouse James Huntoon, même si elle n'a pas l'intention d'être une épouse engagée. Elkanah Bent se lie d'amitié avec James Huntoon et l'interroge subtilement dans un bordel sur les personnes sur sa photo de mariage, y compris Orry, Ashton et Madeleine. Bent reconnaît la ressemblance entre Madeleine et la peinture d'une ancienne prostituée populaire qui y travaillait. Orry rend visite à George, mais les vues de Virgilia provoquent une sérieuse dispute sur la question de l'esclavage. Orry ne veut pas que Brett épouse Billy en raison des tensions croissantes entre le Nord et le Sud. Virgilia et Grady rejoignent tous les deux le leader abolitionniste John Brown. En 1859, Brown fait son célèbre raid sur Harper's Ferry, en Virginie, pour armer et libérer les esclaves là-bas. L'armée américaine arrête le raid, le mari de Virgilia, Grady et Priam, sont tués et Brown est capturé. Virgilia s'échappe, mais est plus amère que jamais envers les Sudistes. Abraham Lincoln est élu président; plusieurs États du Sud envisagent de se séparer des États-Unis et de s'établir en tant que nation distincte.

#### Associés(6 novembre 1860 - avril 1861)
Après s'être disputé avec Orry, maintenant un ivrogne amer, Brett s'est enfui chez Ashton à Charleston et rencontre Billy, qui est en poste à Fort Sumter. Ashton, cependant, tient toujours rancune contre Billy et conspire avec le neveu de Justin et son amant, Forbes LaMotte, pour leur faire du mal à tous les deux. George rend visite à Orry et les deux s'excusent après des années d'éloignement. Orry donne à Brett sa bénédiction d'épouser Billy. La Caroline du Sud se sépare de l'Union, exaspérant Orry. Ashton projette de faire tuer Billy, en partie par jalousie, et en partie parce que Billy est maintenant un ennemi « Yankee » aux yeux du Sud. Elle échoue, cependant, en raison d'une Madeleine droguée, qui surprend Justin et Forbes en discuter. Ses souvenirs reviennent et elle court pour informer Orry après avoir tranché l'œil gauche de Justin avec une épée, l'aveuglant et le marquant. Après avoir arrêté Billy et Brett sur le chemin de la gare, Forbes provoque Billy dans un duel au pistolet truqué, qui se transforme en un combat à part entière après l'arrivée de Charles, entraînant la mort de Forbes. Orry est furieux contre Ashton et la renie, ce dont elle jure de se venger. Justin vient chercher Madeleine, car elle s'est réfugiée avec Orry au Mont Royal, mais est forcé de quitter après avoir reçu un avertissement. Désormais sevrée et en possession de ses moyens, Madeleine compte divorcer de Justin et épouser Orry. Orry visite le manoir Hazard près de Philadelphie pour donner à George sa part de l'argent de leur usine de coton. Quand il arrive, Orry découvre que George et Constance ont maintenant une petite fille nommée Espérance. Virgilia découvre qu'Orry est présent et essaie de le faire tuer en attirant une foule de protestataires qui menace le domaine Hazard; les chefs de la foule exigent que George leur remette Orry, laissant peu de doutes sur leur intention de le tuer. George et Orry affrontent la foule avec des fusils de chasse et parviennent à les chasser. Dans la foulée, Virgilia, sentant que sa famille ne comprendra jamais vraiment qui elle est vraiment, quitte le manoir Hazard, malgré les appels de Constance pour qu'elle reste. Orry monte à bord d'un train pour retourner en Caroline du Sud. Les deux amis se séparent, ne sachant pas s'ils se reverront un jour. La guerre civile commence.

### Deuxième saison:Guerre et Paix(Love and War)
Cette deuxième saison couvre la période allant de juin 1861 à avril 1865.

#### Scandale à Mont-Royal(juin 1861 - 21 juillet 1861)
Orry et Charles, maintenant officiers dans l'armée confédérée, quittent la plantation familiale principale pour la guerre en Virginie. Orry, bien qu'ayant été contre la sécession, devient un assistant général et militaire du président confédéré Jefferson Davis dans la capitale confédérée de Richmond. Pendant ce temps, George et Billy sont à Washington, D.C., où ils sont officiers dans l'armée américaine. Billy rejoint le régiment américain de tireurs d'élite, tandis que George devient un assistant militaire du président américain Abraham Lincoln. Charles, un officier de cavalerie confédéré, rencontre Augusta Barclay, une belle de Virginie qui passe en contrebande des médicaments pour les soldats du sud. Virgilia veut travailler comme infirmière dans un hôpital militaire de Washington, DC et demande l'aide du membre du Congrès Sam Greene, un autre abolitionniste. La sœur cruelle et manipulatrice d'Orry, Ashton, rencontre Elkanah Bent, qui voit la guerre civile comme un excellent moyen de devenir riche en faisant passer des produits de luxe interdits par le blocus de la marine américaine du Sud. Bent et Ashton deviennent rapidement amants, tandis que le mari politicien d'Ashton, James Huntoon, ignore l'adultère de sa femme. Orry et Charles étant partis en guerre, Justin kidnappe Madeline de la plantation familiale Main et brûle la grange à coton; La mère d'Orry est blessée en essayant d'arrêter le feu. La première bataille de Bull Run a lieu avec George et Constance pris dans les suites de panique alors qu'ils regardent à contrecœur à distance. Le Sud est le gagnant.

#### Trahisons(juillet 1861 - été 1862)
En entendant parler de la blessure de sa mère, Brett et l'un des principaux domestiques, Semiramis, font le dangereux voyage de Washington, DC à la plantation principale en Caroline du Sud. En cours de route, Semiramis est capturée par des soldats de l'Union, mais sauvée par Brett. Orry quitte Richmond et retourne également en Caroline du Sud; il trouve Madeline à la plantation de Justin et tue Justin dans une bagarre. Orry et Madeline se marient enfin. Orry découvre l'entreprise de contrebande illégale de Bent et l'arrête en capturant les coureurs de blocus de Bent, en arrêtant ses hommes et en détruisant la plupart de ses marchandises. Bent et Ashton jurent de se venger. Pendant ce temps, en Pennsylvanie, le frère aîné de George, Stanley, reprend les usines sidérurgiques de la famille. Sa femme avide Isabel le persuade de profiter de la guerre en utilisant du fer bon marché et de qualité inférieure pour fabriquer des canons pour l'armée américaine; les canons explosent souvent et tuent des soldats du Nord. Ils imitent le nom de George sur les documents, au cas où les canons étaient reliés à Hazard Iron.

#### Chacun son camp(17 septembre 1862 - printemps 1864)
Lors de la bataille sanglante d'Antietam, Charles et Billy ont failli s'entre-tuer, mais chacun permet à l'autre de s'échapper. L'ami de Charles, Ambrose, est tué dans la bataille par l'un des canons de mauvaise qualité fabriqués par Hazard Iron. Par la suite, la proclamation d'émancipation du président Abraham Lincoln libère les esclaves des États rebelles du sud. La plupart des esclaves quittent la plantation principale en Caroline du Sud, mais Ezra et Semiramis décident de rester jusqu'à ce qu'ils décident de la manière de profiter de leur liberté retrouvée. Ashton se rend dans la plantation de sa famille, soi-disant pour voir sa mère et sa sœur en convalescence, Brett, mais en réalité pour exercer la vengeance de Bent contre Orry. Ashton dit à Madeline qu'elle sait que la mère de Madeline était une prostituée noire à prix élevé à la Nouvelle-Orléans et que, à moins que Madeline ne quitte Orry sans explication, elle révélera ce secret et ruinera la réputation publique d'Orry. Madeline s'enfuit à Charleston où elle se lie d'amitié avec un joueur suave Rafe Baudeen et commence à travailler pour les pauvres et les orphelins de la ville qui souffrent de la guerre. Après la victoire de l'Union à la bataille de Gettysburg, Billy, malade de ne pas avoir vu sa femme Brett pendant près de deux ans, quitte l'armée américaine et se rend en Caroline du Sud, où lui et Brett passent du temps ensemble. Ashton découvre la présence de Billy et va le dire aux autorités locales, mais Billy est sauvé quand Brett menace sa sœur avec une fourche assez longtemps pour que Billy s'échappe.

#### Seuls et désespérés(mai 1864 - fin automne 1864)
Lorsque Billy retourne dans son régiment, son commandant le menace de passer en cour martiale et de l'exécuter s'il repart. Billy est également mis en danger en étant mis à la tête des tirailleurs du régiment. George, maintenant général, est capturé lors d'un raid par les forces du Sud et emmené à la redoutable prison de Libby à Richmond, où il est torturé par le capitaine Turner, le commandant psychotique de la prison. Orry est touché et conduit à l'hôpital où travaille Virgilia; malgré sa haine des Sudistes, elle l'aide à se remettre et regarde ailleurs, lui permettant de s'échapper. Plus tard, Virgilia est accusée d'avoir laissé mourir un soldat blessé du Sud et est renvoyée de l'hôpital. Dans un accès de rage, Virgilia pousse l'infirmière en chef âgée Mme Neal, lui faisant perdre l'équilibre et tomber au sol. Croyant que Mme Neal est morte, Virgilia panique et fuit l'hôpital. Désespérément en quête d'argent et de refuge, elle va demander de l'aide au membre du Congrès Greene. Il lui donne de l'argent et une protection en échange de relations sexuelles. Charles sauve Augusta du viol par des soldats du Nord dans sa ferme en Virginie, et les deux deviennent amants.

#### Brett et Billy(décembre 1864 - février 1865)
La guerre s'est retournée contre le Sud. Orry et Charles sauvent George de la prison de Libby, tuent Turner dans un combat et permettent à George de retourner dans le nord. Madeline aide les gens affamés à Charleston. De retour à la maison, George apprend les projets commerciaux illégaux de son frère et de sa belle-sœur pour utiliser du fer bon marché pour fabriquer des canons, et force Stanley et Isabel à admettre leur culpabilité. Tandis qu'Isabel reste provocante et méchante, Stanley exprime des remords à George et jure d'expier ses crimes. Bent tente de tuer Madeline à Charleston, mais elle est sauvée par son ami joueur Rafe, qui sauve Madeline mais est abattu par Bent. Bent fait appel à James Huntoon pour l'aider dans son complot visant à renverser le gouvernement confédéré. Bien qu'il ne soit toujours pas conscient de la liaison entre Bent et Ashton, Huntoon agit comme un agent double rassemblant des renseignements sur le coup d'État prévu et rapportant les activités à Jefferson Davis. Le président confédéré ordonne à Orry d'écraser la révolution planifiée. Dans un combat final, Orry et Huntoon attaquent la cachette de Bent près de Richmond. Bent est (apparemment) tué lorsque les munitions qu'il cachait dans une grange explosent. Ashton avoue sa liaison à James, conspirant pour que Billy soit tué, son avortement passé, et dit à Orry qu'elle a aidé Bent à chasser Madeline. Orry renie une fois de plus Ashton avec fureur pour ses secrets et ses actions contre les familles Main et Hazard, et dit à Huntoon qu'il ne veut plus jamais revoir sa sœur. Ashton demande pardon à Huntoon, mais il lui dit qu'il est trop tard, laissant entendre que lui, également en colère qu’elle ait détruit leur mariage, ne veut plus jamais la revoir.

#### Les armes s'aiguisent(mars 1865 - avril 1865)
Les combats se terminent par une victoire du Nord. Orry et George mènent des troupes l'un contre l'autre dans la dernière grande bataille de Pétersbourg; Orry est blessé. Le général confédéré Robert E. Lee rend l'armée de Virginie du Nord au général de l'armée américaine Ulysses Grant, négociant les conditions de la reddition à Appomattox. La guerre terminée, Charles se rend à la ferme d'Augusta et découvre qu'elle est morte en donnant naissance à son enfant, un fils. Il va à Charleston et obtient son enfant de la femme de l'oncle d'Augusta. Billy quitte également l'armée et retrouve Brett dans la plantation de sa famille. Le membre du Congrès Greene met fin à sa liaison avec Virgilia, qu'il juge préjudiciable à sa carrière politique. Virgilia apprend que Greene lui avait menti sur la gravité des accusations et avait utilisé la dépendance de Virgilia pour sa propre satisfaction; elle assassine le membre du Congrès et est condamnée à mort par pendaison. Elle et George ont un adieu en larmes avant son exécution. George apprend qu'Orry est blessé et le cherche, le trouvant finalement dans un hôpital de l'Union. Leurs retrouvailles sont gâchées quand tous deux apprennent que le président Lincoln a été abattu. George aide Orry à retrouver Madeline, qui révèle qu'Orry est maintenant le père de leur fils. Orry, Madeline, leur bébé et George sont tous partis pour la plantation principale. Salem Jones, le cruel ancien surveillant de la plantation Main, se joint à l'un des anciens esclaves des Mains, Cuffey, dans une attaque contre la plantation Main; ils brûlent le manoir avant d'être tués ou chassés par Charles, Billy et Ezra. Orry, George et Madeline arrivent, les deux premiers aidant à repousser le dernier des attaquants. La mère d'Οrry est tuée dans l'attaque de Cuffey alors qu'elle essayait d'empêcher le viol de Semiramis, mais Cuffey est abattu par Charles, tandis que Salem Jones est abattu par Brett alors qu'il s'apprête à tirer sur Billy. Orry et George s'engagent à renouveler l'amitié de leur famille, et George accepte d'aider Orry à reconstruire sa maison de plantation en rouvrant la filature de coton et en laissant Orry prendre les bénéfices. Les deux familles quittent les vestiges brûlés et effondrés du mont Royal pour se préparer à l'avenir.

### Troisième saison:Paradis et Enfer(Heaven and Hell)
Cette troisième saison couvre la période allant de l'été 1865 à l'été 1866.

#### Nord et Sud Livre III partie 1(été 1865 - automne 1865)
Elkanah Bent, ayant survécu à l'explosion de son dépôt de munitions caché près de Richmond, devient obsédé par sa « vengeance finale » sur Orry et George, qu'il blâme pour ses échecs dans la vie. Il commence sa vengeance en se rendant à Richmond et en assassinant Orry Main d’un coup de couteau. Ashton rend visite à Madeline pour la menacer de lui reprendre tout ce qu’Orry et Madeline lui ont pris, y compris Mont Royal, mais apprend avec horreur que Bent a tué Orry. Quand Bent lui annonce qu’il n’a plus besoin d’elle, Ashton, furieuse, tente de le tuer et de venger Orry, malgré l’inimitié entre le frère et la sœur; elle déménage ensuite dans l'Ouest pour commencer une nouvelle vie. Le cœur brisé par la mort d'Orry, Madeleine tente de reconstruire le manoir de la famille Main à Mont Royal et aide les esclaves libérés locaux, à la désapprobation de la plupart de ses voisins blancs. Après avoir appris la mort d'Orry, George se rend à Mont Royal et aide Madeleine. Charles Main, maintenant caporal dans la cavalerie américaine dans le grand ouest, rencontre et courtise Willa Parker. Ashton commence à travailler comme prostituée à Santa Fe; son objectif est de gagner assez d'argent pour acheter Mont Royal. Exécutant la suite de son plan de vengeance, Bent se rend au manoir Hazard près de Philadelphie et assassine la femme de George, Constance.

#### Nord et Sud Livre III partie 2(automne 1865 - printemps 1866)
Dévasté par la nouvelle du meurtre de sa femme, George commence à rechercher Bent pour obtenir justice. Cooper Main, le frère aîné d'Orry, devient membre du Ku Klux Klan et commence à travailler pour saper les efforts de sa belle-sœur Madeleine pour aider les Noirs locaux. Isabel, la belle-sœur avide de George, veut acheter le Mont Royal et expulser la famille Main. Charles continue de travailler comme cavalier dans le vieil ouest et continue de romancer Willa. Réalisant qu'elle ne peut pas résister seule à Cooper et Isabel, Madeleine demande de l'aide à George. Charles aide à former une unité de soldats buffles. Des cavaliers massacrent un village de Cheyenne.

#### Nord et Sud Livre III partie 3(printemps 1866 - été 1866)
George arrive à Mont Royal pour aider Madeleine et ils tombent amoureux. George, avec l'aide de son frère Stanley (qui est maintenant entré en politique), oblige Isabel à mettre fin à ses plans et Stanley divorce, la blâmant pour toutes ses erreurs. Mettant à exécution la dernière partie de sa vengeance, Bent kidnappe le fils de Charles et Augusta, Gus. Quand George apprend cela, il va vers l'ouest et trouve Charles. Ensemble, les deux hommes sauvent Gus, traquent Bent et le pendent. La pendaison met fin à la guerre personnelle entre Bent et les familles Main et Hazard, vengeant la mort d'Orry et Constance. Quand Ashton rentre enfin à la maison, elle pleure quand elle voit que Mont Royal a été détruit. George et Charles retournent au Mont Royal pour aider Madeleine et les esclaves libérés à vaincre le Ku Klux Klan. Cooper prend Madeleine pendant le combat, et George chevauche après pour la sauver. Lorsque Gettys dit à Cooper de tuer Madeleine et George, il refuse. Gettys LaMotte tire sur Cooper et George tue Gettys. Charles fait ses adieux avant de retrouver Willa et Gus, tandis que George et Madeleine planifient leur avenir ensemble.

## Personnages

### Les Main
- Orry Main, aîné de la famille. Marié à Madeleine Fabray LaMotte.
- Ashton Main, la cadette. Mariée à James Huntoon. Liaison avec Forbes LaMotte, Elkanah Bent.
- Brett Main, la benjamine. Mariée à Billy Hazard.
- Clarissa Main, mère. Est tuée lors du dernier épisode de la saison 2 par Cuffey.
- Tillet Main, père. Meurt.
- Charles Main, cousin. Liaison avec Augusta Barclay.

### Les Hazard
- George Hazard. Marié à Constance Flynn, père d'Espérance Hazard
- Virgilia Hazard. Veuve de Garrison Grady. Liaison avec le sénateur Sam Greene. Est pendue pour le meurtre de ce dernier.
- Stanley Hazard, l'aîné. Marié à Isabel Truscott.
- William « Billy » Hazard, le benjamin. Mari de Brett Main.
- Maude Hazard, mère.

### Les Fabray
- Nicolas Fabray. Père
- Madeleine Fabray. Fille

### Les LaMotte
- Justin LaMotte. Mari
- Madeleine Fabray LaMotte. Femme

### Les esclaves
- Semiramis
- Priam
- Cuffey

### Les grands méchants
- Justin LaMotte
- Elkanah Bent
- Salem Jones
- Capitaine Turner, capitaine de la prison de Libby.

## Fiche technique

### Distribution

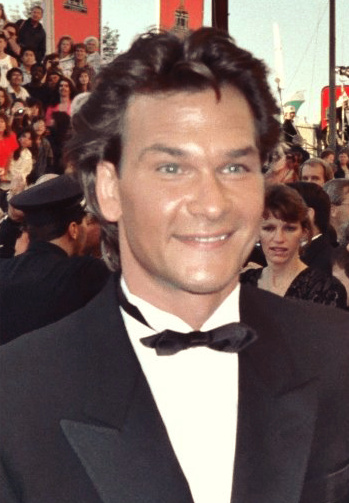
Patrick Swayze interprète le rôle d'Orry Main.

- Patrick Swayze (VF : Richard Darbois) : Orry Main (1re et 2e parties)
- James Read (VF : Hervé Bellon) : George Hazard (1re, 2e et 3e parties)
- Lesley-Anne Down (VF : Frédérique Tirmont) : Madeleine Fabray (1re, 2e et 3e parties)
- Mitch Ryan (VF : Serge Lhorca) : Tillet Main (1re partie)
- Wendy Kilbourne (VF : Nadine Delanoë) : Constance Flynn Hazard (1re, 2e et 3e parties)
- Kirstie Alley (VF : Pauline Larrieu) : Virgilia Hazard (1re et 2e parties)
- Jean Simmons (VF : Nelly Vignon) : Clarissa Main (1re et 2e parties)
- Terri Garber (VF : Virginie Ledieu) : Ashton Main (1re, 2e et 3e parties)
- Genie Francis (VF : Brigitte Berges) : Brett Main / Brett Hazard (1re, 2e et 3e parties)
- Philip Casnoff (VF : François Leccia) : Elkanah Bent (1re, 2e et 3e parties)
- Lewis Smith (saison 1 & 2) (VF : Emmanuel Jacomy) puis Kyle Chandler (saison 3) : Charles Main (1re, 2e et 3e parties)
- John Stockwell (saison 1) puis Parker Stevenson (saison 2) (VF : Vincent Violette) : Billy Hazard (1re et 2e parties)
- David Carradine (VF : Marc de Georgi) : Justin LaMotte (1re et 2e parties)
- Olivia Cole : Mamma Sally (1re partie)
- Inga Swenson : Maude Hazard (1re et 2e parties)
- Wendy Fulton (saison 1), Mary Crosby (saison 2) puis Deborah Rush (saison 3) : Isabel Hazard (1re, 2e et 3e parties)
- Jim Metzler : James Huntoon (1re et 2e parties)
- Jonathan Frakes (VF : Philippe Bellay) : Stanley Hazard (1re, 2e et 3e parties)
- Robert Mitchum (VF : Pierre Hatet) : Patrick Flynn (1re partie)
- Morgan Fairchild : Burdetta Halloran (1re et 2e parties)
- Johnny Cash (VF : Michel Gudin) : John Brown (1re partie)
- Georg Stanford Brown(VF : Tola Koukoui) : Garrison Grady (1re partie)
- Gene Kelly (VF : Jean-François Laley) : Sénateur Charles Edwards (1re partie)
- Elizabeth Taylor (VF : Paule Emanuele) : Mme Conti (1re partie)
- Lloyd Bridges (VF : Gabriel Cattand) : Jefferson Davis (2e partie)
- Olivia de Havilland (VF : Lita Recio) : Mme Neal (2e partie)
- Linda Evans (VF : Denise Metmer) : Rose Sinclair (2e partie)
- James Stewart (VF : Jean Berger) : Miles Colbert (2e partie)
- Hal Holbrook (VF : Marcel Guido puis Pierre Hatet) : Abraham Lincoln (1re et 2e parties)
- Forest Whitaker : Cuffey (1re et 2e parties)
- Erica Gimpel (VF : Laurence Crouzet) : Semiramis (1re et 2e parties)
- Kate McNeil (VF : Micky Sébastian): Augusta Barclay (2e partie)
- Lee Horsley (VF : Edgar Givry) : Ralf Beaudeen (2e partie)
- David Ogden Stiers (VF : William Sabatier) : Député Sam Greene (1re et 2e parties)
- Michael Dudikoff : Lt. Rudy Bodford (2e partie)
- William Schallert : Général Robert Lee (2e partie)
- Mark Moses (saison 1), Anthony Zerbe (saison 2) et Rutherford Cravens (saison 3) : Général Ulysses S. Grant (1re, 2e et 3e parties)
- Nancy Marchand : Dorothea Dix (2e partie)
- Robert Guillaume : Frederick Douglass (1re partie)
- John Anderson : William Hazard (1re partie)
- Wayne Newton : Capitaine Thomas Turner (2e partie)
- Kurtwood Smith : Colonel Hiram Berdan (2e partie)
- Whip Hubley : Lt. Stephen Kent (2e partie)
- Robert Wagner (VF : Dominique Paturel) : Cooper Main (3e partie)
- Lee Bergere : Nicholas Fabray (1re partie)

### Équipe technique

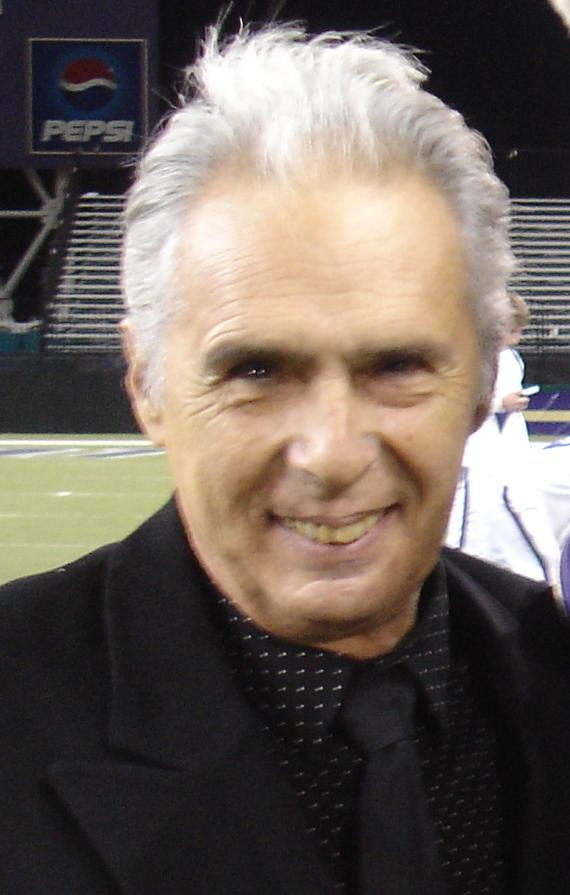
Bill Conti en 2008.

#### Première partie
- Scénario: Patricia Green, Douglas Heyes, Paul F. Edwards, et Kathleen A. Shelley
- Réalisation : Richard T. Heffron
- Producteur : Paul Freeman
- Producteurs exécutifs : David L. Wolper et Chuck McLain
- Producteur associé : Rob Harland
- Musique originale : Bill Conti
- Montage : Michael Eliot et Scott C. Eyler
- directeur artistique : Richard Berger
- Chef décorateur : Charles Korian
- Directeur de la photographie : Stevan Larner
- costumes : Vicki Sánchez

#### Deuxième partie
- Scénario: Douglas Heyes et Richard Fielder
- Réalisation : Kevin Connor
- Producteur : Robert Papazian
- Producteur exécutif : David L. Wolper
- Producteur associé : Stephanie Austin et Mark Wolper
- directeur artistique : Eric Boyd-Perkins, Eric Boyd-Perkins, John W. Carr, Susan Heick, David Saxon et Eric A. Sears
- Chef décorateur : Joe D. Mitchell
- Directeur de la photographie : Jacques R. Marquette
- costumes : Robert Fletcher
- Musique originale : Bill Conti

#### Troisième partie
- Scénario: Suzanne Clauser
- Réalisation : Larry Peerce
- Producteur : Hal Galli
- Producteurs exécutifs : David L. Wolper et Mark Wolper
- directeur artistique : Christa Munro et Mark Garner
- Chef décorateur : Barbara Haberecht
- Directeur de la photographie : Don E. FauntLeRoy
- costumes : Carol H. Beule
- Montage : Paul LaMastra et Jerrold L. Ludwig
- Musique originale : David Bell

## Tournage

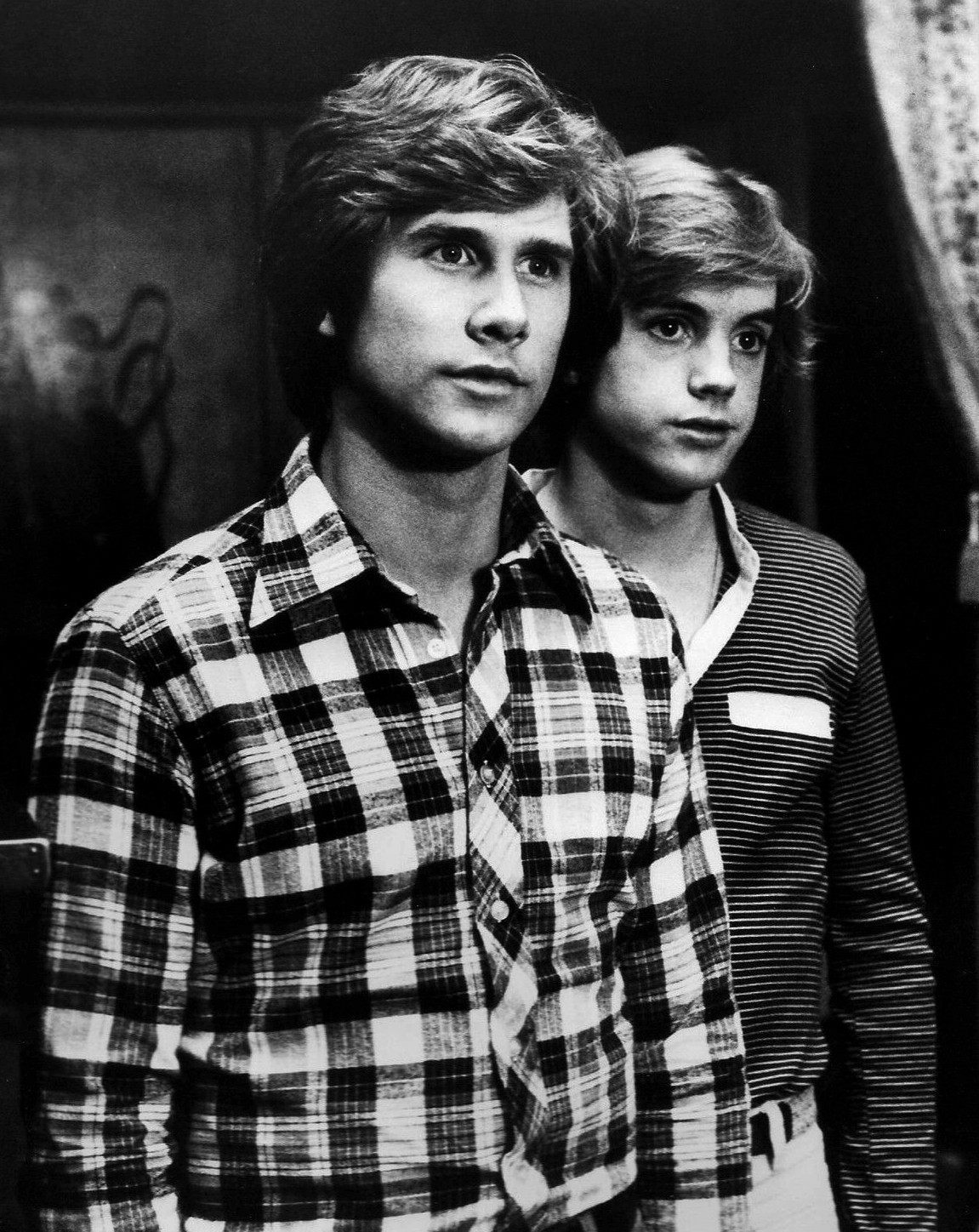
Parker Stevenson remplace John Stockwell dans le rôle de Billy Hazard dans la deuxième partie.

Plusieurs couples se forment pendant le tournage : Wendy Kilbourne et James Read deviennent réellement mari et femme, Genie Francis et Jonathan Frakes se mettent en ménage et Lesley-Anne Down (en pleine procédure de divorce avec William Friedkin) entame une liaison avec le chef opérateur, Don E. FauntLeRoy. Selon les membres de l'équipe, c'est ce divorce houleux qui pousse Lesley-Anne Down à se venger en dépensant le plus d'argent possible. Elle prend une suite avec terrasse à Charleston et invite régulièrement ses partenaires de tournage au restaurant avec champagne cristal à volonté.
Dans le premier épisode de la saison 2, lors d'une bataille entre les deux armées, à 1h23'50"; on peut apercevoir dans le coin inférieur droit de l'écran, un cadreur portant un t-shirt bleu et une casquette.

### Lieux
Le tournage se déroule dans de nombreux États du sud : Mississippi, Louisiane, Caroline du Sud, Arkansas et Texas. La demeure de Justin LaMotte (David Carradine) La Résolue est Greenwood Plantation à Saint Francisville (Louisiane).

Greenwood Plantation
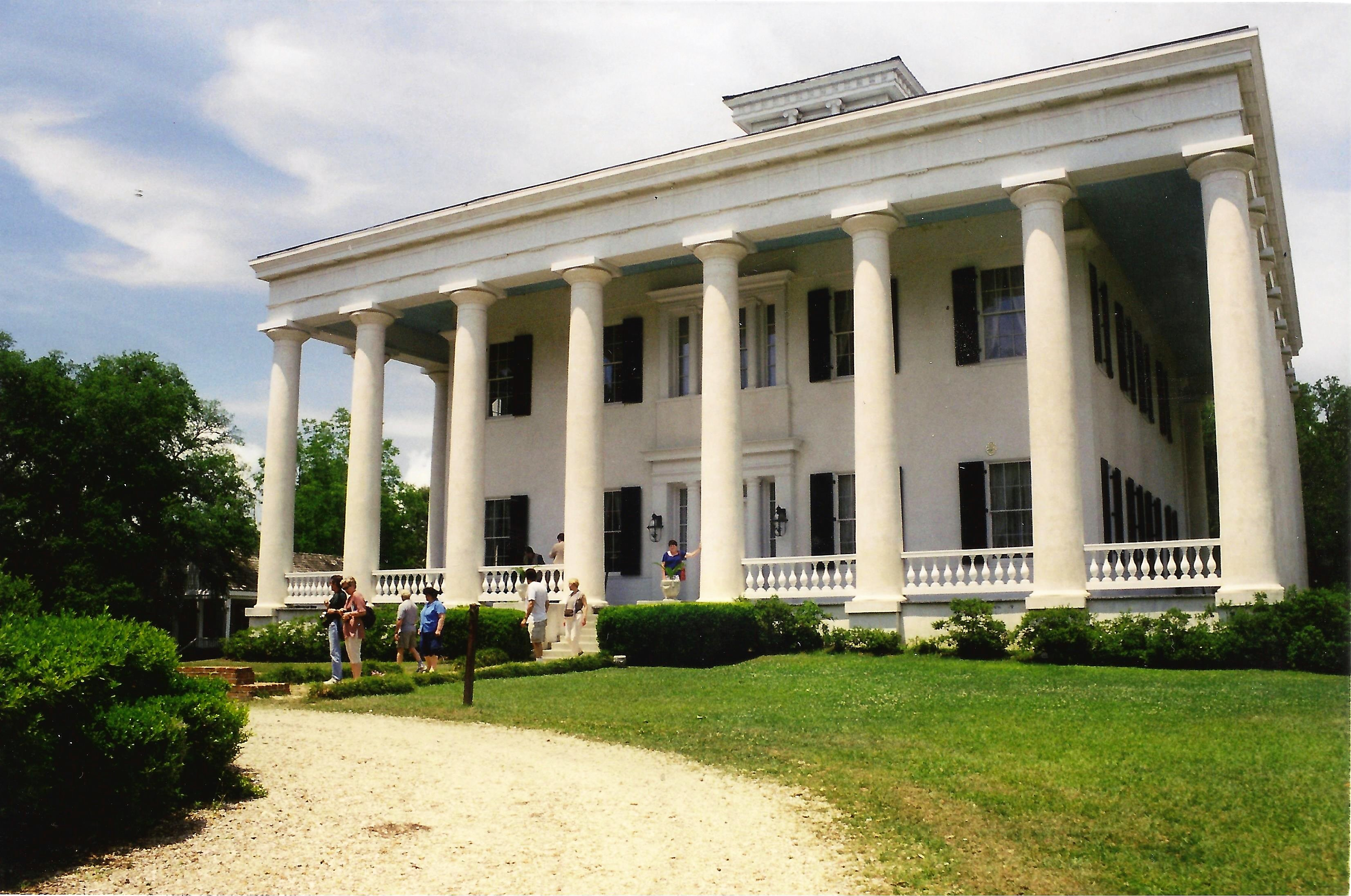
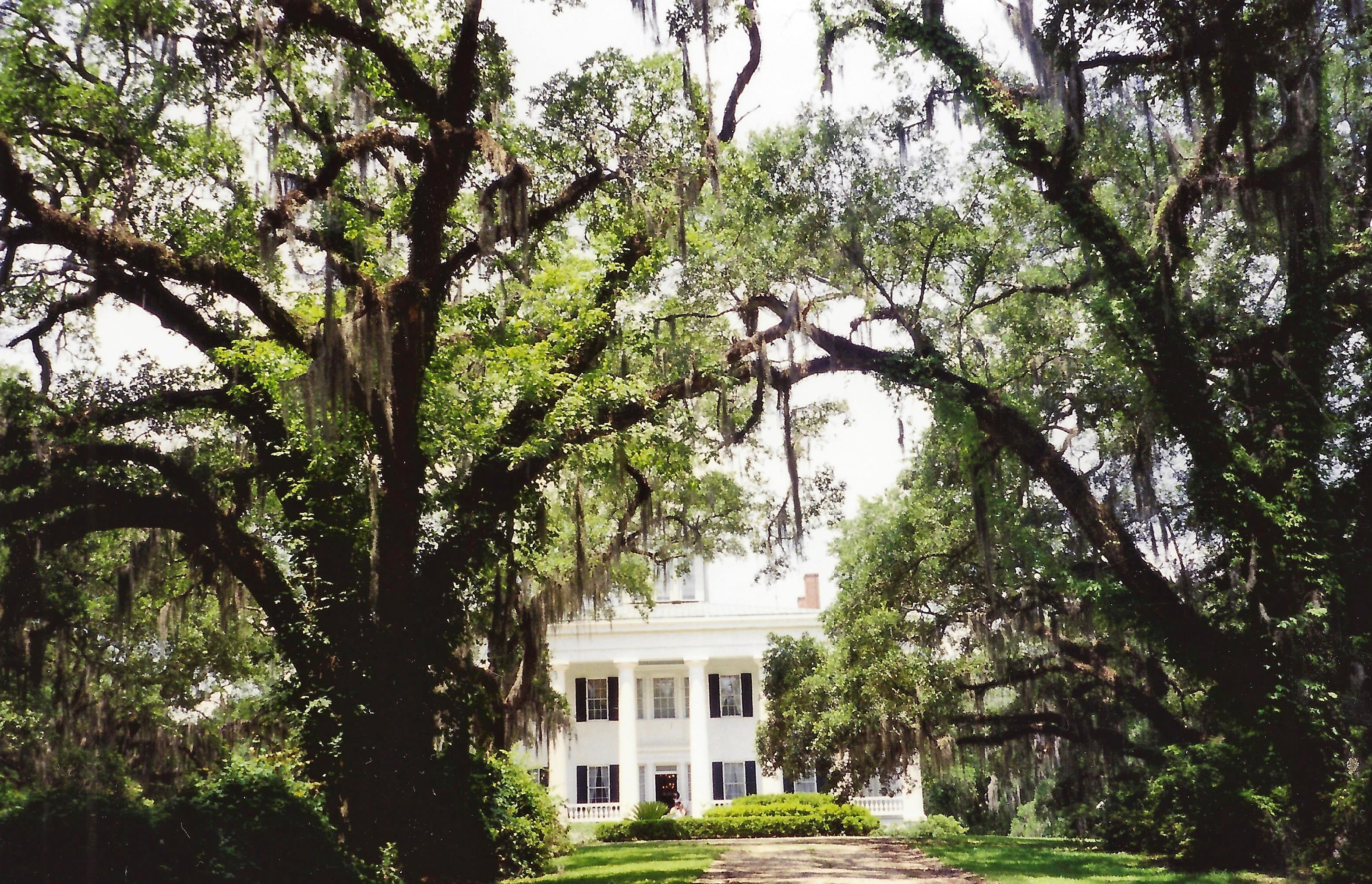
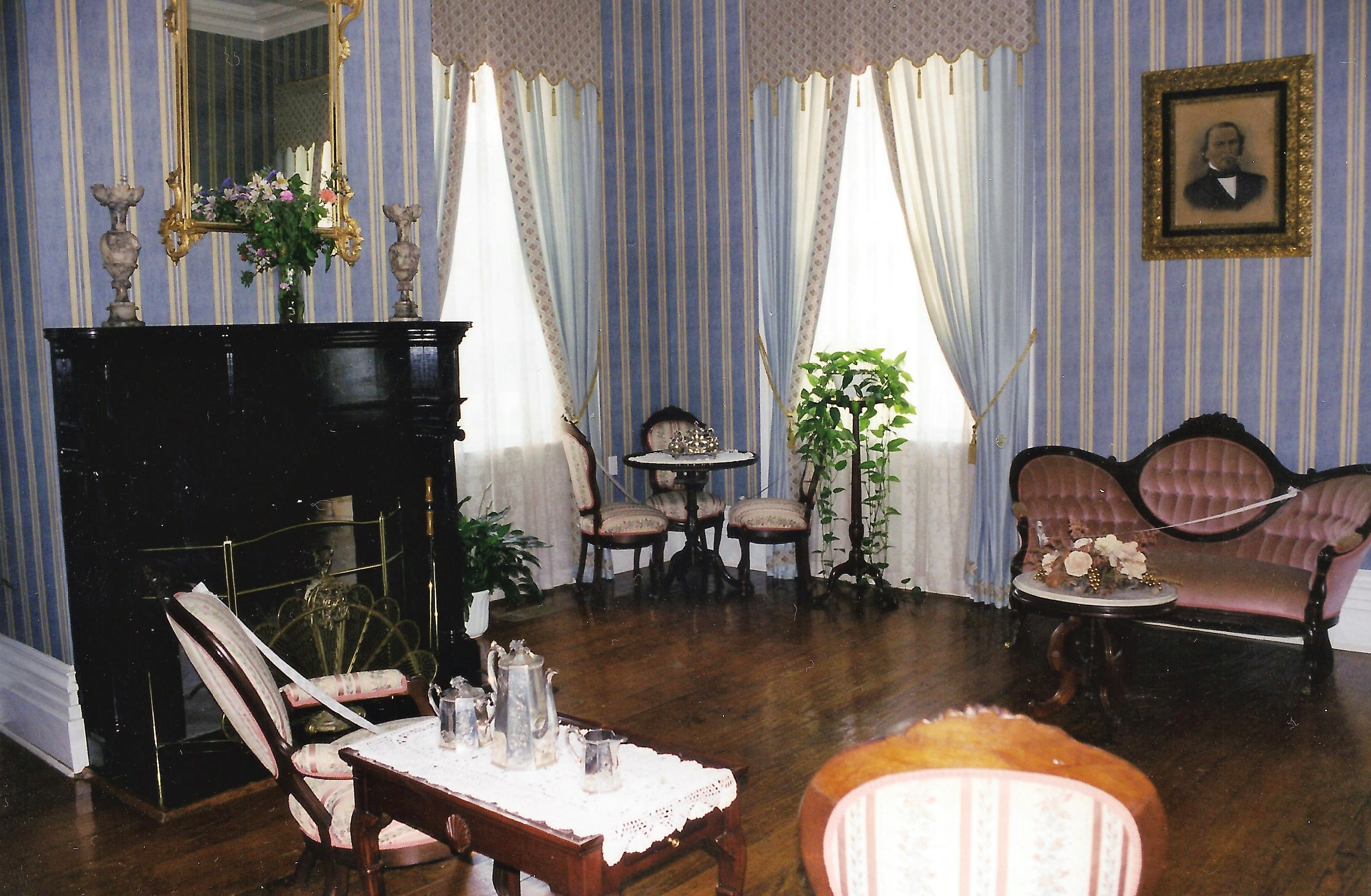
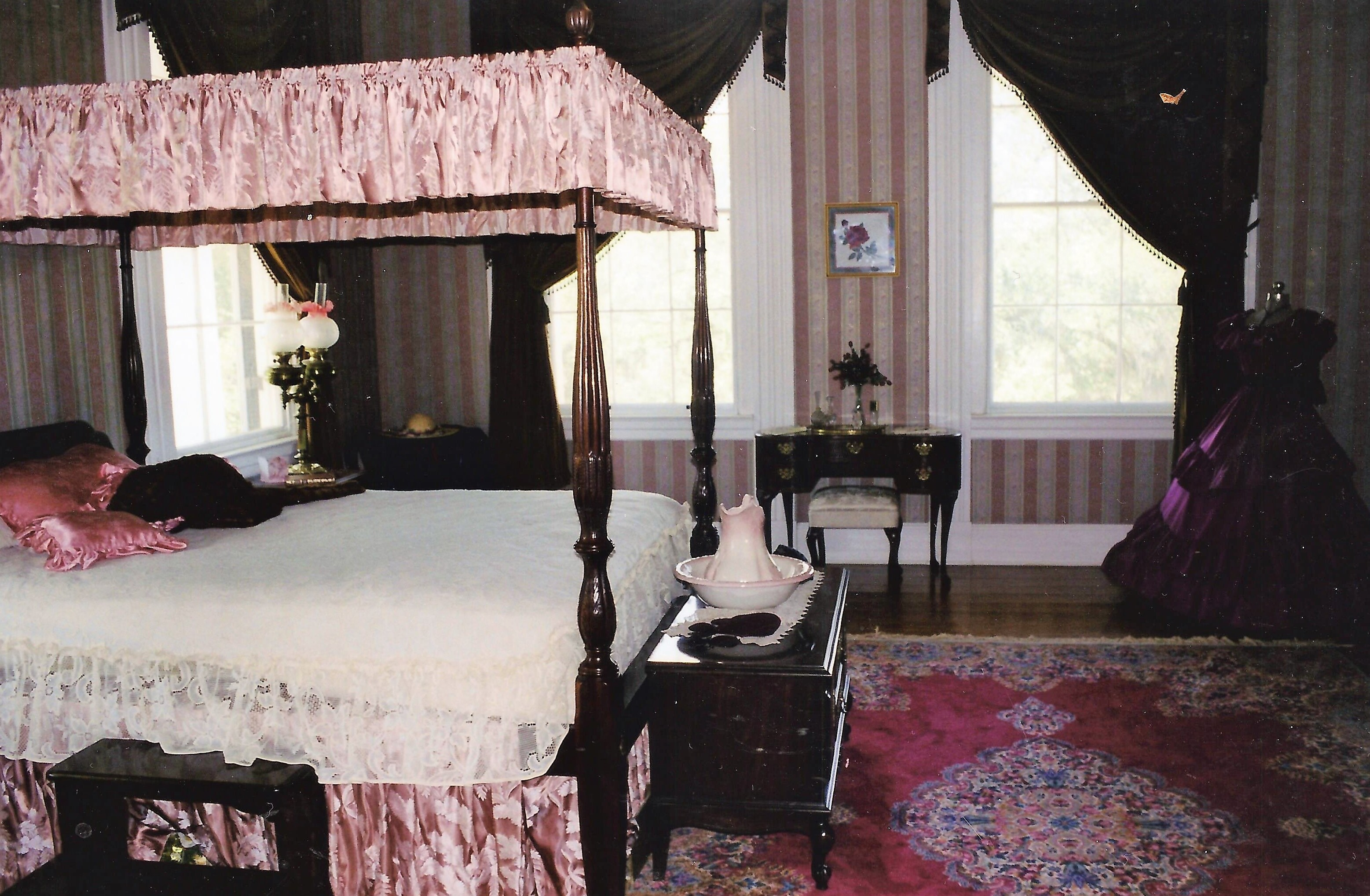

## Épisodes
Ci-après la liste des épisodes ainsi que la période historique couverte dans chaque épisode.

### Première partie (1985)
Cette première partie de 6 épisodes est diffusée à partir du 3 novembre 1985.
1. Premières rencontres (été 1842 - été 1844)
2. Premières blessures (automne 1844 - printemps 1848)
3. Orry et Madeleine (printemps 1848 - été 1854)
4. La vengeance de Bent (été 1854 - automne 1856)
5. Le retour (printemps 1857 - novembre 1860)
6. Associés (6 novembre 1860 - avril 1861)

### Deuxième partie (1986)
Cette deuxième partie de 6 épisodes est diffusée à partir du 4 mai 1986.
1. Scandale à Mont-Royal (juin 1861 - 21 juillet 1861)
2. Trahisons (juillet 1861 - été 1862)
3. Chacun son camp (17 septembre 1862 - printemps 1864)
4. Seuls et désespérés (mai 1864 - fin automne 1864)
5. Brett et Billy (décembre 1864 - février 1865)
6. Les armes s'aiguisent (mars 1865 - avril 1865)

### Troisième partie (1994)
Cette troisième partie de 3 épisodes est diffusée à partir du 27 février 1994.
1. Nord et Sud Livre III partie 1 (été 1865 - automne 1865)
2. Nord et Sud Livre III partie 2 (automne 1865 - printemps 1866)
3. Nord et Sud Livre III partie 3 (printemps 1866 - été 1866)

## Nominations et récompenses
- Golden Globes (1986)
  - David Carradine dans la catégorie Meilleur acteur dans un second rôle dans une série, une mini-série ou un téléfilm
  - Lesley-Anne Down dans la catégorie Meilleure actrice dans un second rôle dans une série, une mini-série ou un téléfilm
- Emmy Awards (1986)
  - Joie Hutchinson, Vicki Sánchez et Pat McGrath dans la catégorie Meilleurs costumes pour une minisérie, un téléfilm ou un programme spécial (1re partie, 4e épisode) (Récompensés)
  - Virginia Darcy dans la catégorie Meilleure coiffure pour une minisérie, un téléfilm ou un programme spécial (1re partie, 1er épisode)
  - Alan Fama, Rod Wilson et Dick Smith dans la catégorie Meilleur maquillage pour une série, une minisérie, un téléfilm ou un programme spécial (1re partie, 6e épisode)
  - Bill Conti dans la catégorie Meilleure composition musicale pour une minisérie, un téléfilm ou un programme spécial (1re partie)
  - Stevan Larner dans la catégorie Meilleure photographie pour une minisérie ou un téléfilm (1re partie, 6e épisode)
  - Michael Eliot et Scott C. Eyler dans la catégorie Meilleur montage à caméra unique pour une minisérie, un téléfilm ou un programme spécial (1re partie, 4e épisode)
  - Ron Tinsley, Andre Bacha, Alex Bamattre, Stu Bernstein, Lee Chaney, Vincent Connelly, Gene Eliot, Larry Kaufman, Sid Lubow, Walter Newman, Corinne Sessarego et Stephen A. Hope dans la catégorie Meilleur montage sonore pour une minisérie, un téléfilm ou un programme spécial (1re partie, 2e épisode)
  - Yolanda Toussieng et Shirley Crawford dans la catégorie Meilleure coiffure pour une minisérie, un téléfilm ou un programme spécial (2e partie, 1er épisode)
  - Robert Fletcher dans la catégorie Meilleurs costumes pour une minisérie, un téléfilm ou un programme spécial (2e partie, 1er épisode)
  - James Troutman, Terry Chambers, Brian Courcier, Jim De Roos, Ed Fassl, Dan Finnerty, Dan Mandel, Richard Raderman, Greg Stacy, Dick Vandenberg, Art Ottinger et Stephen A. Hope dans la catégorie Meilleur montage sonore pour une minisérie, un téléfilm ou un programme spécial (2e partie, 6e épisode)